# Алма-Атинская (станция метро)
«А́лма-Ати́нская» — станция Московского метрополитена, южная конечная станция Замоскворецкой линии. Расположена в районе Братеево (ЮАО) на юго-востоке города.
Открыта 24 декабря 2012 года в составе участка «Красногвардейская» — «Алма-Атинская». Односводчатая станция мелкого заложения с одной островной платформой. Поезда со станции отправляются в сторону «Красногвардейской» с обоих путей.
Является второй станцией в районе после открытия станции «Борисово» Люблинско-Дмитровской линии 2 декабря 2011 года. Минимальное расстояние между станциями составляет 1,38 км.

## История

### История названия
Первоначальное проектное название станции — «Промзо́на» — связано с планами 1990-х годов построить к югу от Братеева промышленно-товарный комплекс, который обеспечил бы жителей близлежащих районов рабочими местами. Однако проект был заброшен после 2000 года, в том числе и в связи с изменением трассы Люблинско-Дмитровской линии.
Название «Братеево», как и современного района Москвы, планировалось дать по названию села Братеево, располагавшегося северо-западнее строящейся станции. (Ранее это наименование планировалось для станции метро «Борисово», которая открылась 2 декабря 2011 года).
От посольства Казахстана поступило предложение переименовать строящуюся станцию «Братеево» в «Алма-Атинскую» (примерно в 660 метрах по прямой от северного вестибюля расположена Алма-Атинская улица). Одновременно одна из станций Алма-Атинского метро должна была получить название «Московская». Однако группа лингвистов и историков обратилась в начале ноября 2011 года к мэру Москвы Сергею Собянину с убедительной просьбой оставить для строящейся станции метро название «Братеево», так как этот топоним уникален, он больше не повторяется нигде в России. Название «Братеево» известно с 1628 года.
На заседании правительства Москвы председатель комитета общественных связей города Александр Чистяков рассказал, что одной из проектируемых станций метро планируется присвоить название «Алма-Атинская». Его предлагается присвоить одной из станций метро в районе Братеево на юге Москвы, в соответствии с предложением посла Республики Казахстан и в связи с заслугами Панфиловской дивизии, которая была сформирована в 1941 году в Алма-Ате и проявила героизм в битве под Москвой. В Алма-Ате же будет открыта станция «Москва». Распоряжением Правительства Москвы № 915-РП от 29 ноября 2011 года строящаяся станция метро «Братеево» переименована в станцию «Алма-Атинская».
В конце февраля 2012 года появилась возможность возвращения станции прежнего названия «Братеево». По информации «Российской газеты», мэр Москвы Сергей Собянин поддержал жителей, которые требуют вернуть строящейся станции метро «Алма-Атинская» название «Братеево», а сами жители провели серию пикетов на Чистых прудах неподалёку от посольства Казахстана, которые прошли днём с 12 по 14 марта.
26 марта станция «Алма-Атинская» переименована в «Брате́евскую», заявил депутат Государственной думы, бывший заместитель мэра Москвы по градостроительной политике Владимир Ресин в ходе инспекции строительства первого из 200 возводимых в Москве храмов. По словам Ресина, чиновникам следует обратить внимание на мнение местных жителей, выступивших против переименования. А станция с названием «Алма-Атинская» появится в другом районе города. В каком, пока не известно. В то же время, в сообщениях СМИ о пресс-конференции мэра Москвы Сергеея Собянина 23 апреля 2012 года, на которой он говорил о новых станциях метро, опять фигурировало название «Алма-Атинская». На пресс-конференции, посвящённой метро и состоявшейся 7 августа 2012 года, на вопрос о переименовании станции заместитель мэра по делам транспорта Москвы, Марат Хуснуллин ответил, что название станции на данном этапе приоритетом не является, в то же время отказавшись давать какие-либо уточнения по данному вопросу.

### История проектирования и строительства
В 1988—1989 годах было разработано технико-экономическое обоснование строительства Замоскворецкой линии метрополитена. В начале 1990-х годов началось освоение площадки под строительство новой станции метро в Братееве. Однако вскоре работы были приостановлены из-за экономического кризиса в стране. По словам бывшего начальника Московского метрополитена Д. В. Гаева, начало строительства станции планировалось на 2012 год.
Проект строительства Замоскворецкой линии Московского метрополитена на участке от станции «Красногвардейская» до станции «Братеево» с электродепо был скорректирован в соответствии с планом строительства метрополитена в Москве на 2005—2007 годы и проектом городской целевой программы развития Московского метрополитена на 2007—2009 годы.
В декабре 2010 года на участке строительства была проведена очистка территории, восстановлена часть ограждений и установлен новый информационный щит, на котором строящаяся станция называлась «Братеево».
8 апреля 2011 года стало известно, что по результатам открытого конкурса право проектировать новый участок Московского метрополитена «Красногвардейская» — «Братеево» получил Государственный институт по изысканиям и проектированию инженерных сооружений и коммуникаций «Мосинжпроект».
27 мая 2011 года на официальном сайте Правительства Москвы была опубликована «Программа комплексного развития ЮАО города Москвы 2012—2016 гг», в которой значилось строительство участка «Красногвардейская» — «Братеево». С этого же месяца начались активные работы по совмещённому графику: проектирование, подготовка площадок и строительство. В соответствии с Транспортным генеральным планом Москвы, станцию планировалось открыть к концу 2012 года.
10 августа 2011 года по информации префектуры Южного административного округа столицы, открытие станции «Братеево» намечалось на сентябрь 2012 года.
19 декабря 2012 года планировалось открытие станции, однако строители заявили, что не успевают сдать объект к запланированному сроку.
Стоимость строительства участка и станции составила около 15,8 млрд рублей.
Станция была открыта 24 декабря 2012 года в составе участка «Красногвардейская» — «Алма-Атинская», стала 187-й станцией Московского метрополитена.

## Архитектура и оформление

### Станция
Проект станции был разработан коллективом архитекторов и конструкторов ОАО «Метрогипротранс» под руководством Николая Шумакова в 2011 году. Архитектура максимально лаконична. Станционный зал перекрыт пологим гладким, эллипсовидным по очертанию сводом.
Путевая стена облицована серыми гранитными плитами. Граница свода и путевой стены акцентирована красной линией (окрашенная металлическая труба).
На полах плитами светлого и тёмного гранита выложен шахматный геометрический рисунок. В целях безопасности края платформы обозначены полосами контрастного гранита и светодиодными полосами.
Основным элементом оформления станционного зала стали металлические конструкции в виде расположенных вдоль продольной оси станции девяти пар параболических дуг длиной около 11 метров с веерообразными расширениями на концах. По замыслу архитекторов, эти конструкции символизируют казахскую юрту.
Освещение осуществляется расположенными между дугами люминесцентными светильниками. Освещение от параболических дуг направлено в сторону поездов, прибывающих со станции «Красногвардейская». Особенностью станции является то, что интервальные часы на обоих путях расположены с одной стороны (ближней к станции «Красногвардейская»).

### Вестибюли
| - Северный вестибюль - Плёночный витраж - Южный вестибюль |

Станция имеет два вестибюля. Северный вестибюль — наземный, соединён с платформой тремя эскалаторами. Южный вестибюль — подземный, соединён общей лестницей и двумя лифтами. Из северного вестибюля можно выйти к Братеевской и Паромной улицам, из южного — к Ключевой улице и парку у реки Городни.
Северный вестибюль — наземный, эллиптический, продольная ось эллипса перпендикулярна продольной оси станции. Соединён со станционным залом тремя эскалаторами. Вестибюль украшен имитацией витража, изображающего яблоню на фоне Алма-Аты и гор, окружающих город. Инсталляция выполнена из цветных декоративных плёнок, наклеенных на стекло (так называемый плёночный витраж).
Южный вестибюль — подземный, соединён с уличным пространством системой переходов и двумя лифтами, один с платформы в кассовый зал, а второй с кассового зала на улицу. В его оформлении, также, как и в оформлении платформенного зала, использованы гранит и мрамор. Лестничные сходы оборудованы пандусами для колясок и накрыты павильонами.
Выходы из обоих вестибюлей направлены не в сторону района Братеево (в сторону Братеевской и Паромной улиц для северного вестибюля и в сторону Ключевой улицы для южного, соответственно), а в общее пространство над станцией (то есть, с обратным заходом).

## Строительство
Управляющая компания по строительству станции — АО «Мосинжпроект».
Строительством «Алма-Атинской» занимались подразделения компании «Мосметрострой». Станцию и перегонный тоннель протяжённостью три километра удалось возвести за год с небольшим вместо 2,5 лет, положенных по строительным нормативам. На заключительном этапе на объекте было занято около 1300 человек. Проходку выполняли двумя механизированными тоннеле-проходческими комплексами: ТПМК «Ловат» от поймы реки Городни в сторону станции «Красногвардейская» и ТПМК «Херренкнехт» — в сторону «Алма-Атинской». В июне-июле велись путейские работы. Бетонирование перегонных тоннелей было завершено к августу 2011 года.
30 января 2012 года во время посещения мэром Москвы Сергеем Собяниным участка «Красногвардейская — Алма-Атинская» был дан старт третьему проходческому щиту. Это позволяло рассчитывать на завершение строительства к декабрю 2012 года.
С 12 марта 2012 года, в связи со строительством станции метро в районе Братеево, закрывалось сквозное движение транспорта по Братеевской улице между Паромной и Ключевой улицами. Одновременно изменились маршруты движения автобусов № 619, 738, 740, 764, 765.
11 июля 2012 года проходка перегонного левого тоннеля от станции «Красногвардейская» до станции «Алма-Атинская» была завершена. 31 августа щит «Абигайль» завершил проходку правого тоннеля. 5 ноября был полностью завершён рамповый участок от демонтажной камеры за Проектируемым проездом № 5396 до монтажной камеры за ответвлением в депо и порталами. Участок был построен открытым способом с последующей засыпкой рампы и созданием искусственного пейзажа.
Работы по возведению станционного комплекса велись открытым способом одновременно со строительством тоннелей. В августе 2011 года началось сооружение «стены в грунте»; в октябре — выемка грунта из котлована. В ноябре 2011 года приступили к бетонированию лотка платформенной части.
В декабре 2012 года СМУ-3 «Мосметростроя» приступило к наиболее сложной части работ — возведению 162-метрового сводчатого покрытия из монолитного железобетона над платформенным участком станции. Бетонирование велось участками (захватками) по 9 метров с помощью передвижной опалубки, разработанной и изготовленной российской опалубочной компанией «СТАЛФОРМ Инжиниринг». Опалубочная система состояла из основания, оснащенного механизмами для подъёма и передвижения, и опалубочной секции, повторяющей проектную геометрию свода.
В процессе выполнения работ с помощью гидравлического подъемного механизма сначала устанавливалась в проектное положение центральная секция опалубки, затем торцевые секции. После выстаивания бетона конструкция в обратном порядке возвращалась в транспортное положение и перемещалась на следующий участок бетонирования.
Запроектированный архитекторами гладкий, без кессонов эллипсоидный свод предъявлял высокие требования к качеству бетонируемой поверхности. Поэтому особое внимание было уделено формообразующей части опалубочной конструкции. Она была изготовлена из высококачественной ламинированной фанеры, стабильно закрепленной на каркасе из алюминиевых балок MEGAFORM Al. Последний, 18-й участок свода был забетонирован бригадой Александра Ларина из СМУ-3 «Метростроя» точно в соответствии с графиком — в июле 2012 года. В августе строители приступили к отделочным работам и обратной засыпке.
В декабре 2012 были завершены все архитектурно-отделочные и инженерные работы, тестирование и пусконаладка всех систем.
По информации из источников, высказывалось мнение, что открытие станции позволит разгрузить транспортный узел «Красногвардейская» — «Зябликово» и улучшит транспортное обслуживание жителей районов Братеево, Зябликово и Орехово-Борисово Южное.
Одна из двух станций Московского метрополитена, построенная менее, чем за 2 года.

## Путевое развитие
Из-за близкого расположения некоторых наземных объектов (в частности, прудов-отстойников) за станцией не были построены оборотные тупики. Их заменил перекрёстный съезд перед станцией. Поезда в сторону станции «Красногвардейская» отправляются с обоих станционных путей.

## Доступность для пассажиров с физическими ограничениями
Для доступа маломобильных пассажиров южный вестибюль станции оборудован пассажирскими лифтами.
Все лестничные сходы в подземный вестибюль оборудованы пандусами для колясок и накрыты павильонами.
Для удобства пассажиров с ослабленным зрением края платформ обозначены тактильными (выступающими) гранитными и светодиодными полосами.

## Наземный общественный транспорт

### Городской
На этой станции можно пересесть на следующие маршруты городского пассажирского транспорта:
- Автобусы: 708, с710, с797, с827, 838, 864, 887

### Областной
- 1063: «Университет Угреша» (г. Дзержинский) — станция метро Алма-Атинская[42]

## Галерея

### Начало строительства станции «Алма-Атинская» («Братеево») (1 августа 2011 года)
| - Информационный щит о строительстве станции - Недалеко от северного выхода - Недалеко от храма и южного выхода |

### Процесс бетонирования свода станции
|  |

### Станция
| - Красные параболические конструкции - Название станции на путевой стене - Интервальные часы |

## Станция в цифрах
- Пикет станции ПК0254+24[43].
- Длина платформы — 162 м
- Ширина платформы — 10 м
- Количество светильников — 9 шт.
- Станция оборудована тремя эскалаторами
- Высота свода — 6 м
- Недалеко от южного вестибюля станции располагается 1 лифт для инвалидов
- Таблица времени прохождения первого поезда через станцию[44]:

| По чётным числам                      | Будние дни | Выходные дни |
| По нечётным числам                    | Будние дни | Выходные дни |
| В сторону станции «Красногвардейская» | 05:46:00   | 05:49:00     |
| В сторону станции «Красногвардейская» | 05:59:00   | 06:02:00     |

## В компьютерных играх
Под «Алма-Атинскую» стилизована вымышленная станция «Братеево» на вымышленной Малиновой линии в дополнении (моде) «Metrostroi Subway Simulator» к игре «Garry’s Mod» в Steam («Братеево», в том числе, было реальным проектным названием «Алма-Атинской», после своей отмены вызвавшей акции протеста в виде пикетирования жителей района Братеево); аналогично в реальности на Замоскворецкой линии является конечной станцией, смоделирована и подключена к системе СЦБ с основным средством сигнализации в виде автоблокировки со светофорами и защитными участками, дополненной АЛС-АРС (также в реальности применяющейся и на Замоскворецкой линии) и функционирует в виде аддонов в Steam Workshop. Дополнение отличается от других компьютерных симуляторов поезда высокой реалистичностью и широкой кастомизацией каких-либо действий.